# めぐり逢わせのお弁当
『めぐり逢わせのお弁当』（めぐりあわせのおべんとう、原題：Dabba、英題：The Lunchbox）は、2013年に公開されたインドの恋愛映画。リテーシュ・バトラの長編映画デビュー作であり、イルファーン・カーン、ニムラト・カウル、ナワーズッディーン・シッディーキーが出演している。インド（ダール・モーション・ピクチャーズ、UTVモーション・ピクチャーズ、ダルマ・プロダクション、シキヤ・エンターテインメント、インド国立映画開発公社）、ドイツ（ROHフィルムズ）、フランス（ASAPフィルムズ）、アメリカ合衆国（シネ・モザイク）の製作会社が参加している。
第68回カンヌ国際映画祭の国際批評家週間で上映され、観客賞を受賞した。第38回トロント国際映画祭でも上映され、インドでは2013年9月20日に400スクリーン以上で一般公開された。映画は興行的な成功を収め、イルファーン・カーンにとって『ヒンディー・ミディアム』が公開されるまでの間、最も興行的に成功した主演作となった。また、英国アカデミー賞 非英語作品賞にノミネートされるなど、国内外の映画賞で多くの賞に受賞・ノミネートされた。

## ストーリー
ムンバイで暮らすイラは夫ラジーヴとの冷え切った関係を修復するため、毎日夫のために弁当を作っていた。イラは弁当配達業のダッバーワーラーに依頼して弁当を夫に届けてもらっていたが、配達ミスにより会計士サージャンに弁当が届いてしまう。サージャンは妻に先立たれており、退職を間近に控え後任のシャイクへの仕事の引継ぎを頼まれていた。その日、イラはラジーヴが弁当に入っていない具材の話をしたことから、弁当が他人の元に誤って配達されたことに気付く。翌日、彼女はアパートの上階に住むデシュパンデ夫人の助言を得て弁当箱に手紙を添え、再び別人の元に弁当を配達させる。手紙には誤って弁当が届けられたことへの謝罪と、完食してくれたことへの感謝の言葉が書かれていた。手紙を読んだサージャンは弁当の感想を書き弁当箱に入れ、イラと手紙のやり取りを始める。イラは夫との関係が上手くいっていないことを手紙に書き、サージャンから「子供を作ってみてはどうか」と助言される。彼女は助言を受け入れてラジーヴにアプローチするが、彼は仕事を優先して彼女のアプローチに応じなかった。
サージャンは性格が正反対のシャイクの対応に苦慮しながら、彼に仕事を任せて引継ぎを進めていたが、シャイクは仕事をミスして上司シュロフに激怒される。サージャンの機転で事なきを得たシャイクは彼に感謝し、サージャンを自宅に招待する。シャイクは孤児だったため妻メフルニサとの結婚を義父に反対されていたが、この仕事に就いたことでようやく結婚を認められ、彼は感謝の気持ちを込めてサージャンに自分の後見人として結婚式に出席して欲しいと懇願する。承諾したサージャンは後日、シャイクとメフルニサの結婚式に出席して2人を祝福する。一方、イラはラジーヴが浮気していることを知り、関係の修復を諦めてしまう。彼女は手紙の中で「幸福の国ブータンに行きたい」と書き、そのやり取りの中で手紙の相手の名前がサージャンであることを知る。彼女はサージャンに会いたいと提案し、待ち合わせ場所と日時を書き弁当箱に入れる。しかし、指定した時間にサージャンは現れず、イラは落胆する。翌日、サージャンは本当は待ち合わせ場所に行っていたこと、イラの美しさを見て自分の老いを感じてしまい会うことができなかったことを手紙に記す。
そんな中、病床にあったイラの父が病死し、イラの母は夫との結婚生活が不幸だったことを娘に告げる。イラはダッバーワーラーに弁当が別人の元に届いていることを告げ、サージャンの職場を聞き出して彼に会おうと試みるが、サージャンはすでに退職してナーシクに転居したことを聞かされる。彼女はサージャンに宛てた最後の手紙を書き、ラジーヴと別れて娘ヤシュヴィと共にブータンに移住することを記す。一方、サージャンは心変わりしてムンバイに戻りイラを探そうとする。サージャンがダッバーワーラーたちから話を聞き街中を探す中、ダッバーワーラーたちの歌が響きわたる。

## キャスト
- サージャン・フェルナンデス - イルファーン・カーン
- イラ - ニムラト・カウル
- シャイク - ナワーズッディーン・シッディーキー
- シュロフ - デンジル・スミス（英語版）
- デシュパンデ夫人 - バーラティー・アーチュレーカル（英語版）
- ラジーヴ - ナクル・ヴァイド（英語版）
- ヤシュヴィ - ヤシュヴィ・プニート・ナガル
- イラの父 - ナーシル・カーン
- イラの母 - リレット・デュベー（英語版）
- メフルニサ - シュルティ・バプナ（英語版）

## 製作

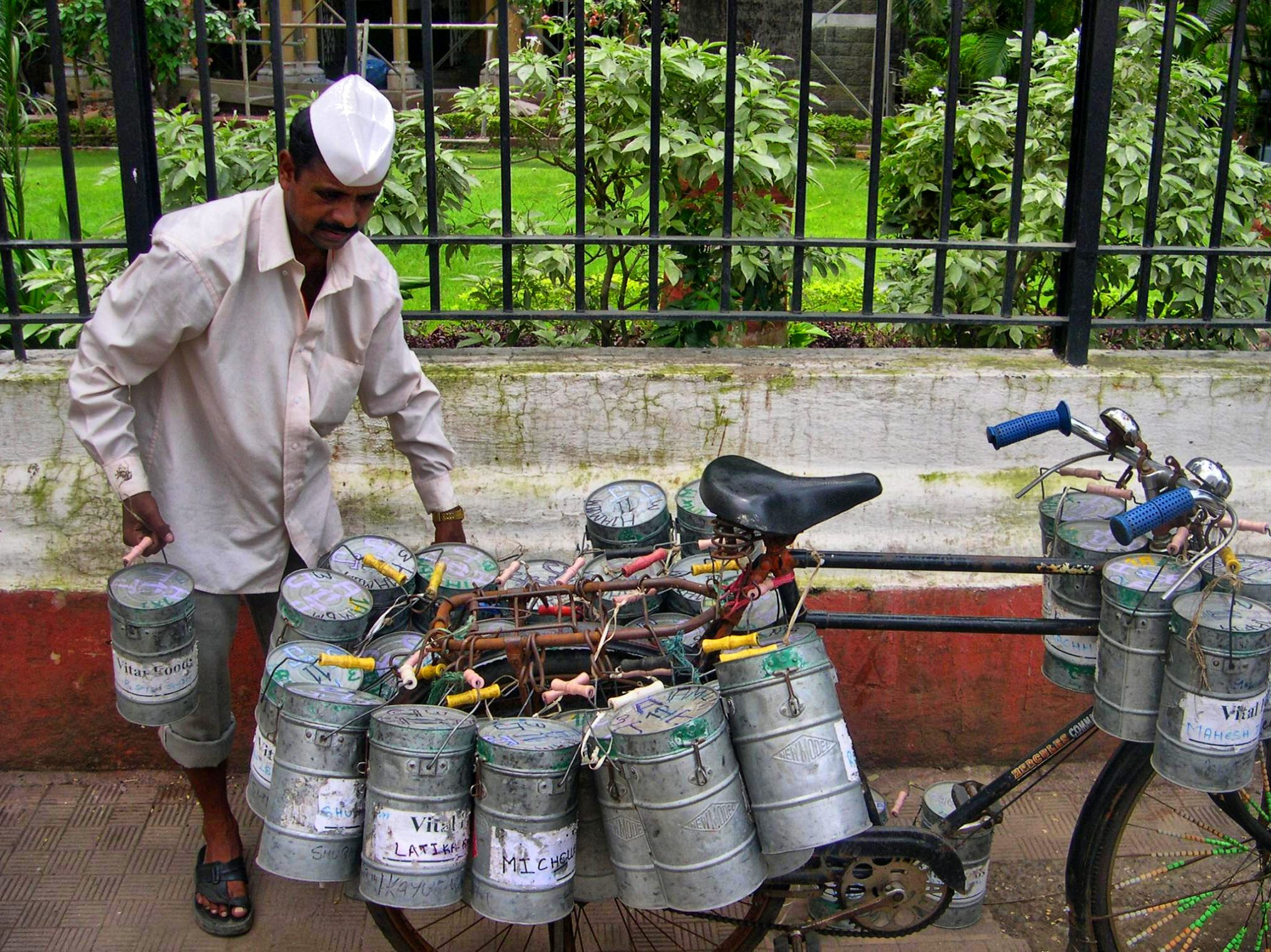
映画の題材になったダッバーワーラー

短編映画『The Morning Ritual』『Gareeb Nawaz ki Taxi』『Cafe Regular』『Cairo』を製作していたリテーシュ・バトラは、ムンバイの弁当配達に従事するダッバーワーラーのドキュメンタリーを製作するための研究を始めた。バトラは2007年にダッバーワーラーと1週間共に過ごし、彼らからアパートの外で待機している間、依頼者である主婦たちに関する多くの興味深い話を聞いた。これをきっかけにバトラはドキュメンタリーの代わりに新しい映画の脚本を執筆することになった。製作会社としてシキヤ・エンターテインメント、ダール・モーション・ピクチャーズ、インド国立映画開発公社などの他にドイツやフランスの製作会社が参加し、ドイツのマッチ・ファクトリーが国際配給の権利を取得した。北米の配給権はソニー・ピクチャーズ クラシックスが取得している。
2011年にバトラは脚本の草案を完成させ、執筆に当たりルトヴィク・オーザーの補佐を受けていた。脚本は2012年にロッテルダム国際映画祭で審査員賞を受賞した。この企画はベルリン国際映画祭のタレント・プロジェクト部門の一つでもあり、トリノ映画祭の脚本家研究所とインド国立映画開発公社の映画研究所から脚本の指導を受けている。ニムラト・カウルが演じるイラとナワーズッディーン・シッディーキーが演じるシャイクは撮影中にキャラクター設定が追加され、2人は即興で演技している。イルファーン・カーンは脚本とキャラクターのコンセプトを気に入り、バトラ製作の短編映画の鑑賞と2度の会議を経て出演を承諾した。ヒロイン役はオーディションを行い、ニムラト・カウルが起用された。彼女は舞台演劇での活動経験が豊富で、『Peddlers』などの映画にも出演経験があった。また、バトラが研究のために出会ったダッバーワーラーも端役で出演している。
撮影はムンバイで行われ、2億2000万ルピーの製作費が投じられた。撮影の6か月前からキャストのリハーサルが行われ、アリ・アレクサのデジタルカメラが使用された。電車のシーンでは予算の関係で1車両のみ撮影のため使用している。主要撮影は29日間行われ、大半の撮影は3週間で完了した。ドラマシーンの撮影が完了した後、ドキュメンタリーシーン（ダッバーワーラーが実際に弁当を配達するシーン）の撮影が行われた。

## 評価

### 興行収入
『めぐり逢わせのお弁当』は公開週末に7100万ルピーの興行収入を記録し、公開第1週には1億1000万ルピーの興行収入を記録した。その後も興行収入は伸び続け、公開第3週には累計興行収入2億ルピーを記録し、公開第4週には400万ルピーから500万ルピーの収益を上げた。
アメリカ合衆国では423万ドルの興行収入を記録し、2014年公開の外国語映画の中で『カンティンフラス』『PK』に次ぐ興行成績を記録した。2014年5月28日時点で国内外合計興行収入は8億4920万ルピーを記録しており、最終的な興行収入は10億850万ルピーとなった。興行収入の大半は海外収益から構成され、『めぐり逢わせのお弁当』は2013年公開のインド映画の中で『チェイス!』『チェンナイ・エクスプレス 〜愛と勇気のヒーロー参上〜』に次ぐ海外興行成績第3位にランクインした。また、『めぐり逢わせのお弁当』は『ヒンディー・ミディアム』に抜かれるまでの間、イルファーン・カーン主演作の中で最も興行的な成功を収めた作品に位置付けられていた。

### 批評
Rotten Tomatoesには115件の批評が寄せられ支持率97%、平均評価8.08/10となっている。Metacriticには28件の批評が寄せられ平均評価76/100となっている。CNN-IBNのラジーヴ・マサンドは5/5の星を与え、「この映画は、愛が人々の到底あり得ないという考えをどう変えるかを説明している」と批評している。ザ・テレグラフのプラティム・D・グプタは「孤独を呼び起こす描写と同じくらい感動的で落ち着いたラヴストーリー」と批評している。ボリウッド・ハンガマのタラン・アダルシュは4/5の星を与え、「古風なロマンスである『めぐり逢わせのお弁当』はムンバイの街並みの魅力なしで、日常の人々の試練、苦難、恐れ、希望を優雅に紐解いている」と批評している。ムンバイ・ミラーのカラン・アンシュマンは5/5の星を与え、「インドの長い時間の中から現れた最高の映画の一つ」と批評している。
Rediff.comのラジャ・センは5/5の星を与え、「『めぐり逢わせのお弁当』の脚本も手掛けたバトラは素晴らしい俳優たちが即興演技することを許可し、その間、彼はムンバイの街並み、食品、そして多くの格差に関する微妙なディティールを描き出した」と批評し、バトラのディレクションを賞賛した。デカン・クロニクルのハリド・モハメドは「少人数のキャストチームのうち、イルファーン・カーンは並外れた存在です。彼は台詞ではなくジェスチャーで会話し、滅多に微笑みを見せず、捉えがたい複雑なサージャン・フェルナンデスというキャラクターをあなたの親友として演出しています。ナワーズッディーン・シッディーキーは厳しい都会で生き残るために頭脳を巡らす外交的なキャラクターとして優秀です。そして、新人のニムラト・カウルは心理的な鋭敏さで空気を変化させる見事な演技を見せます」と批評している。ユース・タイムズのアディティヤ・グローヴァーは4/5の星を与え、「『めぐり逢わせのお弁当』は美味しくて楽しいです!本当に感動する映画を観たいなら、これを観るべきです。この美味しさは、映画館を出た後も口に残ります」と批評している。アジアン・エイジのスパルナ・シャルマは4/5の星を与え、映画を「孤独と愛、疲れ果てた魂が再び水を見付ける優しく脈打つ甘く切ない物語」と表現している。

### 受賞・ノミネート
| 映画賞                           | 部門                               | 対象                                                                   | 結果       | 出典          |
| -------------------------------- | ---------------------------------- | ---------------------------------------------------------------------- | ---------- | ------------- |
| 製作者組合映画賞                 | 作品賞                             | アヌラーグ・カシャップ、アルン・ランガチャーリー、グニート・モーンガー | ノミネート | [ 35 ] [ 36 ] |
| 製作者組合映画賞                 | 監督賞                             | リテーシュ・バトラ                                                     | ノミネート | [ 35 ] [ 36 ] |
| 製作者組合映画賞                 | 主演男優賞                         | イルファーン・カーン                                                   | ノミネート | [ 35 ] [ 36 ] |
| 製作者組合映画賞                 | 主演女優賞                         | ニムラト・カウル                                                       | ノミネート | [ 35 ] [ 36 ] |
| 製作者組合映画賞                 | 助演男優賞                         | ナワーズッディーン・シッディーキー                                     | 受賞       | [ 35 ] [ 36 ] |
| 製作者組合映画賞                 | 脚本賞                             | リテーシュ・バトラ                                                     | ノミネート | [ 35 ] [ 36 ] |
| 製作者組合映画賞                 | 原案賞                             | リテーシュ・バトラ                                                     | ノミネート | [ 35 ] [ 36 ] |
| 製作者組合映画賞                 | 新人監督賞                         | リテーシュ・バトラ                                                     | 受賞       | [ 35 ] [ 36 ] |
| 製作者組合映画賞                 | 新人女優賞                         | ニムラト・カウル                                                       | ノミネート | [ 35 ] [ 36 ] |
| 製作者組合映画賞                 | Star Verdict Performer of the Year | イルファーン・カーン                                                   | 受賞       | [ 35 ] [ 36 ] |
| アジア太平洋映画賞               | 脚本賞                             | リテーシュ・バトラ                                                     | 受賞       | [ 37 ]        |
| アジア太平洋映画賞               | 審査員特別賞                       | リテーシュ・バトラ                                                     | 受賞       | [ 37 ]        |
| アジア太平洋映画祭               | 作品賞                             | リテーシュ・バトラ                                                     | ノミネート | [ 38 ] [ 39 ] |
| アジア太平洋映画祭               | 監督賞                             | リテーシュ・バトラ                                                     | ノミネート | [ 38 ] [ 39 ] |
| アジア太平洋映画祭               | 主演男優賞                         | イルファーン・カーン                                                   | ノミネート | [ 38 ] [ 39 ] |
| アジア太平洋映画祭               | 主演女優賞                         | ニムラト・カウル                                                       | ノミネート | [ 38 ] [ 39 ] |
| アジア太平洋映画祭               | 助演男優賞                         | ナワーズッディーン・シッディーキー                                     | 受賞       | [ 38 ] [ 39 ] |
| アジア太平洋映画祭               | 脚本賞                             | リテーシュ・バトラ                                                     | 受賞       | [ 38 ] [ 39 ] |
| アジア太平洋映画祭               | 特別功労賞                         | イルファーン・カーン                                                   | 受賞       | [ 38 ] [ 39 ] |
| 第8回アジア・フィルム・アワード  | 作品賞                             | めぐり逢わせのお弁当                                                   | ノミネート | [ 40 ]        |
| 第8回アジア・フィルム・アワード  | 主演男優賞                         | イルファーン・カーン                                                   | 受賞       | [ 40 ]        |
| 第8回アジア・フィルム・アワード  | 脚本賞                             | リテーシュ・バトラ                                                     | 受賞       | [ 40 ]        |
| ドバイ国際映画祭                 | 作品賞（長編映画部門）             | アヌラーグ・カシャップ、アルン・ランガチャーリー、グニート・モーンガー | ノミネート | [ 41 ]        |
| ドバイ国際映画祭                 | 特別賞（長編映画部門）             | リテーシュ・バトラ                                                     | 受賞       | [ 41 ]        |
| ドバイ国際映画祭                 | 主演男優賞（長編映画部門）         | イルファーン・カーン                                                   | 受賞       | [ 41 ]        |
| 第59回フィルムフェア賞           | 審査員選出作品賞                   | リテーシュ・バトラ                                                     | 受賞       | [ 42 ] [ 43 ] |
| 第59回フィルムフェア賞           | 新人監督賞                         | リテーシュ・バトラ                                                     | 受賞       | [ 42 ] [ 43 ] |
| 第59回フィルムフェア賞           | 助演男優賞                         | ナワーズッディーン・シッディーキー                                     | 受賞       | [ 42 ] [ 43 ] |
| 第59回フィルムフェア賞           | 原案賞                             | リテーシュ・バトラ                                                     | ノミネート | [ 42 ] [ 43 ] |
| 第59回フィルムフェア賞           | 編集賞                             | ジョン・F・ライオンズ                                                  | ノミネート | [ 42 ] [ 43 ] |
| 第59回フィルムフェア賞           | 音響デザイン賞                     | マイケル・カツマレク                                                   | ノミネート | [ 42 ] [ 43 ] |
| ヘント映画祭                     | 観客賞                             | リテーシュ・バトラ                                                     | ノミネート | [ 44 ]        |
| 香港アジア映画祭                 | 新人賞                             | リテーシュ・バトラ                                                     | ノミネート | [ 45 ]        |
| 第68回カンヌ国際映画祭           | 国際批評家週間観客賞               | めぐり逢わせのお弁当                                                   | 受賞       | [ 46 ]        |
| 第15回国際インド映画アカデミー賞 | 主演女優賞                         | ニムラト・カウル                                                       | ノミネート | [ 47 ]        |
| 第15回国際インド映画アカデミー賞 | 助演男優賞                         | ナワーズッディーン・シッディーキー                                     | ノミネート | [ 47 ]        |
| 第15回国際インド映画アカデミー賞 | 原案賞                             | リテーシュ・バトラ                                                     | ノミネート | [ 47 ]        |
| ロンドン映画祭                   | 作品賞                             | リテーシュ・バトラ                                                     | ノミネート | [ 48 ]        |
| 南からの映画祭                   | 長編映画賞                         | リテーシュ・バトラ                                                     | ノミネート | [ 49 ]        |
| レイキャヴィーク国際映画祭       | アイスランド教会賞                 | リテーシュ・バトラ                                                     | 受賞       | [ 50 ]        |
| スター・スクリーン・アワード     | 作品賞                             | アヌラーグ・カシャップ、アルン・ランガチャーリー、グニート・モーンガー | ノミネート | [ 51 ] [ 52 ] |
| スター・スクリーン・アワード     | 新人監督賞                         | リテーシュ・バトラ                                                     | 受賞       | [ 51 ] [ 52 ] |
| スター・スクリーン・アワード     | 主演男優賞                         | イルファーン・カーン                                                   | ノミネート | [ 51 ] [ 52 ] |
| スター・スクリーン・アワード     | 主演女優賞                         | ニムラト・カウル                                                       | ノミネート | [ 51 ] [ 52 ] |
| スター・スクリーン・アワード     | 助演男優賞                         | ナワーズッディーン・シッディーキー                                     | ノミネート | [ 51 ] [ 52 ] |
| スター・スクリーン・アワード     | 脚本賞                             | リテーシュ・バトラ                                                     | ノミネート | [ 51 ] [ 52 ] |
| スター・スクリーン・アワード     | 原案賞                             | リテーシュ・バトラ                                                     | ノミネート | [ 51 ] [ 52 ] |
| ジー・シネ・アワード             | 有望監督賞                         | リテーシュ・バトラ                                                     | 受賞       | [ 53 ] [ 54 ] |
| ジー・シネ・アワード             | 助演男優賞                         | ナワーズッディーン・シッディーキー                                     | ノミネート | [ 53 ] [ 54 ] |
| ジー・シネ・アワード             | 原案賞                             | リテーシュ・バトラ                                                     | ノミネート | [ 53 ] [ 54 ] |
| 英国アカデミー賞                 | 非英語作品賞                       | リテーシュ・バトラ                                                     | ノミネート | [ 55 ]        |

## トラブル
『めぐり逢わせのお弁当』は第86回アカデミー賞の外国語映画賞インド代表作品の最有力候補と見なされ、プロデューサーの一人であるカラン・ジョーハルを始めとした多くの批評家・映画製作者が絶賛・投票していた。
しかし、インド映画連盟の選考委員会が実際に代表作品に選出した作品はグジャラート語映画『The Good Road』だった。この選考結果に対して批判が巻き起こり、『めぐり逢わせのお弁当』のプロデューサーの一人であるアヌラーグ・カシャップはTwitterで「連盟が何者かは知らないが、国境を超えた映画を作るための完全な理解力が欠如していることを示している」と選考に対する不満を表明した。後にアヌラーグ・カシャップはTwitterとFacebookのアカウントを削除し、「これは私やインディペンデント映画にとっての敗北なのです」とコメントしている。カラン・ジョーハルも『めぐり逢わせのお弁当』がオスカーを手にするチャンスを失ったことに対する失望を表明し、同じくプロデューサーの一人であるグニート・モーンガーも選考結果に対する失望を表明した。
こうした批判に対し、選考委員長ゴータム・ゴースはティンパハルのシッダールト・シヴァクマールからの取材の中で「個人的には『めぐり逢わせのお弁当』を気に入っていた」と前置きしつつ、「メディアが連日『めぐり逢わせのお弁当』の選出が既定路線のように報道したことに対して、自分たちの存在意義を蔑ろにされた反発心が選考委員の間に生じたのではないか」と語っている。